# Valma Bass
Valma Bass (sinh ngày 12 tháng 3 năm 1974) là một cựu vận động viên chạy nước rút đến từ Quần đảo Virgin thuộc Hoa Kỳ, chuyên về 100 và 200 mét. Cô đã thay đổi quốc tịch từ Saint Kitts và Nevis vào tháng 5 năm 2003.
Đối với đất nước cũ của mình, cô đã thi đấu tại Thế vận hội Olympic năm 1996 và 2000 cũng như Giải vô địch thế giới năm 2001. Sau đó, cô thi đấu tại Giải vô địch thế giới 2003 và Giải vô địch trong nhà thế giới 2004. Không có gì trong những dịp này, cô đã lọt vào trận chung kết. Cô ấy có một vị trí thứ tám từ Đại hội Thể thao Trung Mỹ và Caribe năm 2006.
Thời gian tốt nhất cá nhân của cô là 11,43 giây trong 100 mét và 23,07 giây trong 200 mét, cả hai đều đạt được vào tháng 5 năm 2000 tại Baton Rouge. Những lần này từng là hồ sơ của Saint Kitts và Nevis, nhưng chúng đã bị phá vỡ bởi Virgil Hodge. Bass vẫn giữ kỷ lục Saint Kitts và Nevis trong cuộc tiếp sức 4 x 400 mét, đạt được tại Thế vận hội Olympic 1996.